# Hylaeus mediovirens
Hylaeus mediovirens är en biart som först beskrevs av Cockerell 1913.  Hylaeus mediovirens ingår i släktet citronbin, och familjen korttungebin. Inga underarter finns listade i Catalogue of Life.